# Bistrets
Bistrets (bulgariska: Бистрец) är ett distrikt i Bulgarien.   Det ligger i kommunen Obsjtina Krusjari och regionen Dobritj, i den nordöstra delen av landet, 400 kilometer öster om huvudstaden Sofia.
Trakten runt Bistrets består till största delen av jordbruksmark. Runt Bistrets är det ganska tätbefolkat, med 78 invånare per kvadratkilometer.